# Benninger Bach
Der Benninger Bach ist ein orografisch linker Zufluss der Ruwer in Rheinland-Pfalz, Deutschland.

## Verlauf
Der Bach entspringt in Trier-Tarforst östlich des Heidenkopfes (383 m) und bildet dann die Gemarkungsgrenze zwischen Kasel und Waldrach, bevor er in Kasel mündet.

## Historie
Am Benninger Bach befanden sich die Orte Oberbenningen und Niederbenningen.
Oberbenningen bestand bis zum Dreißigjährigen Krieg, Niederbenningen gehört heute zu Kasel.